# Altınordu, Ordu
Altınordu, trước năm 2013 là thành phố tỉnh lỵ Ordu, là một huyện thuộc thành phố Ordu, Thổ Nhĩ Kỳ. Huyện có diện tích 304 km² và dân số thời điểm năm 2007 là 167829 người, mật độ 552 người/km².